# مطعم علاء الدين
مطعم علاء الدين هو سلسلة مطاعم لبنانية ذات امتياز في الغرب الأوسط للولايات المتحدة وجنوب شرق الولايات المتحدة، متخصص في المطبخ اللبناني. تتكيف هذه اامطاعم مع الأذواق الأمريكية، وهي عبارة عن مطاعم غير رسمية للوجبات السريعة تقدم أيضًا طلبات خارجية.
يقع المقر الرئيسي لشركة علاء الدين لأنظمة المطاعم في ليكوود، إحدى ضواحي كليفلاند، أوهايو. إلى جانب أوهايو، تمتلك الشركة أيضًا مواقع في إنديانا، فيرجينيا، نورث كارولينا، وبنسلفانيا.

## تاريخ
تأسس مطعم علاء الدين على يد فادي وسالي شمعون في عام 1994. ومنذ ذلك الحين أصبحت سلسلة مطاعم مربحة للغاية. وصل فادي شمعون إلى الولايات المتحدة قادماً من لبنان عام 1972 وعمل في مطعم ليتل سيزرز بدوام كامل أثناء دراسته في جامعة ميشيغان. على مدار العشرين عامًا التالية، ارتقى في شركة ليتل سيزرز، وأدار في النهاية 40 امتيازًا، باعها، تاركًا له 10000 دولار بعد سداد ديونه، والتي استخدمها للمساعدة في تمويل موقع في ليكوود، أوهايو.
بحلول عام 2004، كان لدى السلسلة 17 منفذًا وفاز شمعون بجائزة شمال شرق أوهايو إرنست ويونغ لرجل أعمال التجزئة لذاك العام. أنشأ شمعون مخبز الياسمين في كليفلاند في عام 1997 لتزويد جميع مطاعمه وبحلول عام 2004 كان يوظف 40 شخصًا ويحقق مبيعات بقيمة 2 مليون دولار.
في عام 2013، تم الإبلاغ عن أن السلسلة لديها 30 موقعًا في 5 ولايات أمريكية.

## استقبال
مع مفهوم "تقديم طعام جيد بنكهة غريبة بعض الشيء وأسعار رخيصة" اشتهرت السلسلة من قبل المراجعين بتشكيلة الحساء والمشروبات والعصائر والخيارات للنباتيين ومحبي اللحوم. وتتنافس الحلويات مثل البقلاوة اللبنانية التقليدية أو كعكات الفستق، التي يتم توفيرها من مخبز ياسمين، مع المزيد من كعك الجبن الأمريكي الذواقة.